# رنیم هگزافلورید
رنیم هگزافلورید (به انگلیسی: Rhenium hexafluoride) یک ترکیب شیمیایی با شناسه پاب‌کم ۶۶۲۳۱ است. که جرم مولی آن 300.20g/mol می‌باشد. شکل ظاهری این ترکیب، بلورهای جامد زرد است.